# 社会教育施設
社会教育施設（しゃかいきよういくしせつ）は、家庭や学校の外で、児童から青年、成人、高齢者に至るまですべての年齢の人が、学習や研修、スポーツや趣味に興じたり、楽しむ機会を提供されることが出来る生涯学習のための施設。
社会教育法では、社会教育のための施設として、図書館、博物館（科学館なども含めて）、公民館（社会教育センター、市民館、市民ホール）、公文書館が挙げられている。また社会教育法には明記されていないものの、プール、スポーツ公園、青少年宿泊訓練施設なども社会教育施設と考えられる。
日本では2017年（平成29年）末に、地方創生の一環として博物館行政を教育委員会から首長部局への移管について検討することが閣議決定したことを受けて中央教育審議会（中教審）が議論を進めている。移管のメリットとしては、観光や産業を管轄する部署との連携が行いやすくなることが挙げられているが、教育委員会所管から離れることで調査研究機能の低下が危惧されている。

## 青少年教育施設
社会教育施設の中で、大きなウェートを占めているのは青少年教育施設であるが、これには6つの種類がある。
1. 少年自然の家 - 少年の団体宿泊訓練で、野外活動、自然探求の機会を提供。
2. 青年の家(宿泊型) - 青少年の団体宿泊訓練、規律、協同、友愛を養う。
3. 青年の家(非宿泊型) - 青年の日常生活に即した交流。
4. 児童文化センター - 少年に科学知識の普及、実験実習、生活指導、情操を養うための施設。
5. 野外教育施設 - 上記1～3と類似の目的と趣旨のものだが、宿泊施設がなく、野外活動のための施設。
6. その他の青少年教育施設 - 「少年自然の家」「青年の家」に類似した目的や趣旨を持っているが、目的の一つとして青少年の交流、学習の支援も行っているが、かならずしも青少年教育だけをやっているわけではない施設。たとえば、過疎地で廃校になった小学校を改装して、市が青少年のスポーツ合宿や野外活動も地域交流活動に再利用していると言ったようなもの[2]。

## 例
- 国立女性教育会館（ヌエック）
- 国立オリンピック記念青少年総合センター（オリンピックセンター）
- 天山文庫 (福島県川内村にある社会教育施設)
- 福岡県#社会教育施設
- もりや学びの里（茨城県守谷市板戸井にある社会教育施設）
- 函館市#施設
- 輪島市#社会教育施設
- 木更津市#社会教育施設
- 府中市 (東京都)#社会教育施設・宿泊施設
- 中間市#文化・社会教育施設
- 御津町 (愛知県)#社会教育施設
- 少年自然の家
- 宜野湾市#社会教育施設
- 音羽町#社会教育施設
- 仙台市内の公共施設一覧#社会教育施設（仙台文学館他）
- アウトワード・バウンド
- 釧路市こども遊学館（北海道釧路市にある体験参加型の社会教育施設）
- 足羽ふれあいセンター
- あおば会館（福岡県須恵町に位置する町立の社会教育施設）
- 鳥取県立船上山少年自然の家
- 婦人センター
- 徳島県立牟岐少年自然の家
- 徳島県立山川少年自然の家（2006年3月で消滅）
- 永山 (多摩市)社会教育施設
- 門真市民プラザ（閉校した大阪府立門真南高等学校跡を使用した社会教育施設）
- 岐南町羽栗社会教育施設
- 山口県秋吉台少年自然の家
- 山陽文徳殿
- 豊橋市神田ふれあいセンター